# دلال سلامة
دلال عبد الحافظ محمود سلامة (وُلدت في 4 أكتوبر 1965 في مخيم بلاطة) سياسية فلسطينية وأحد أعضاء حركة فتح واللجنة المركزية لها، كما كانت عضوةً في المجلس التشريعي الفلسطيني الأول بين عامي 1996 و2006 عن دائرة محافظة نابلس.

## النشأة
ولدت دلال سلامة في مخيم بلاطة، وتلقت تعليمها في مدرسة المخيم الأساسية للبنات التابعة للأونروا.
انضمت سلامة إلى فتح في عام 1977.
في عام 2009، فازت بانتخابات المجلس الثوري لحركة فتح التي عُقدت أثناء المؤتمر السادس لحركة فتح في بيت لحم وصارت عضوًا فيه.
أصبحت في عام 2016 عضوًا في لجنتها المركزية. التحقت بجامعة النجاح الوطنية حيث ترأست العلاقات العامة لمجلس اتحاد الطلبة.
وُضعت خلال فترة وجودها في الجامعة قيد الإقامة الجبرية بواسطة الاحتلال الإسرائيليي بسبب نشاطها السياسي. بعد حصولها على درجة البكالوريوس في علم الأحياء من جامعة النجاح الوطنية، حصلت على درجة الماجستير في الدراسات الدولية من جامعة بيرزيت.
اُنتخبت عضوًا في المجلس التشريعي الفلسطيني بعد الانتخابات العامة الفلسطينية عام 1996 حيث حصلت على 20,749 صوتًا في دائرة محافظة نابلس. وكانت واحدة من خمس نساء تم انتخابهن، وأصبحن أول نائبات فلسطينيات.
في 5 مارس 2020 اختيرت عضوًا في مجلس أمناء جامعة فلسطين التقنية "خضوري" في طولكرم بقرارٍ صادرٍ عن الرئيس الفلسطيني محمود عباس، وفي 15 يناير 2023 أُعيد اختيارها عضوًا لذات المجلس بقرارٍ صادرٍ عن الرئيس عباس، واستمرت في ذلك حتى إعادة تشكيل المجلس في 13 مايو 2025.
ترشحت ضمن قائمة حركة فتح لخوض الانتخابات التشريعية الفلسطينية 2021. أُعلن عن تأجيلها بمرسوم من الرئيس الفلسطيني محمود عباس في 30 أبريل 2021.